# Dagmersellen

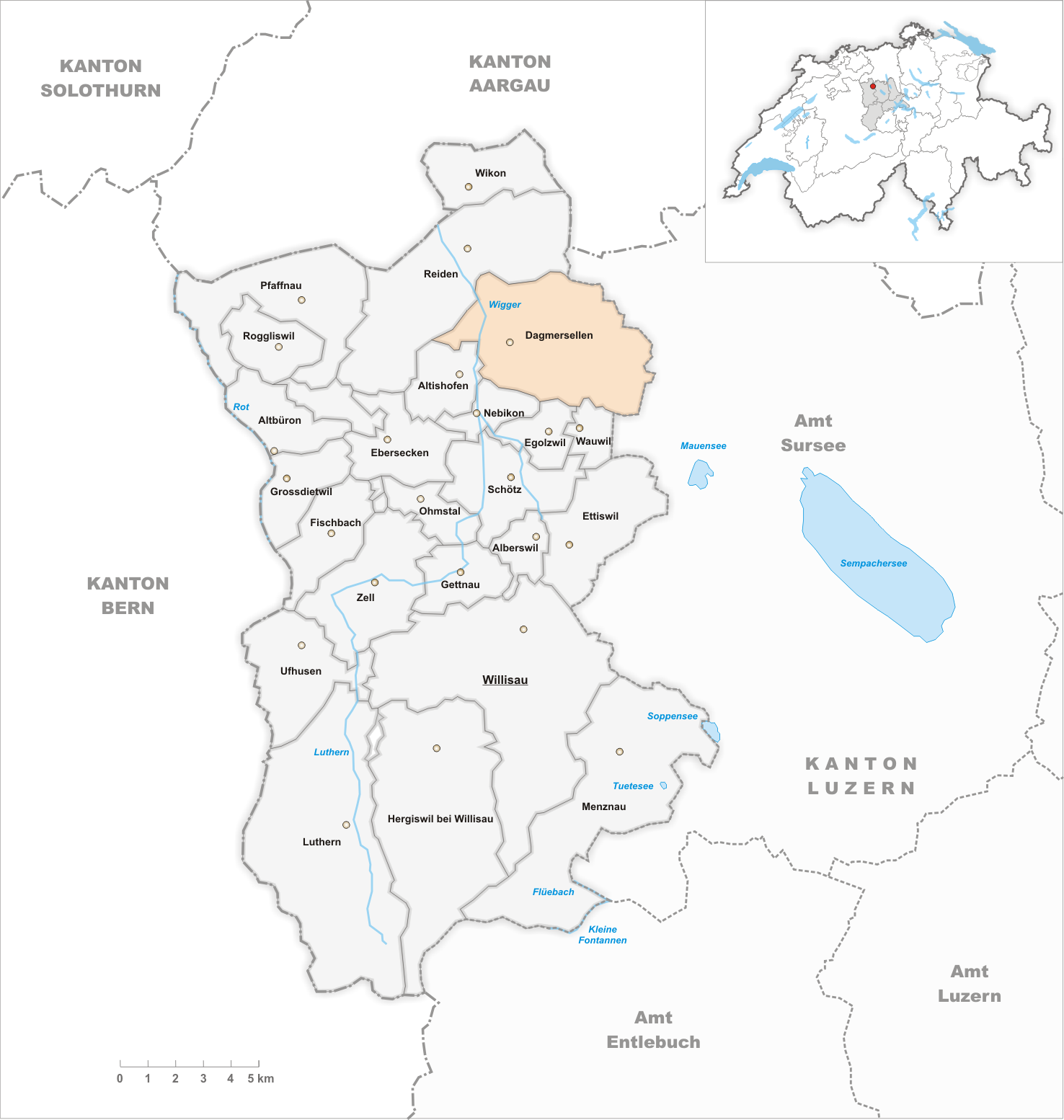
Dagmersellen

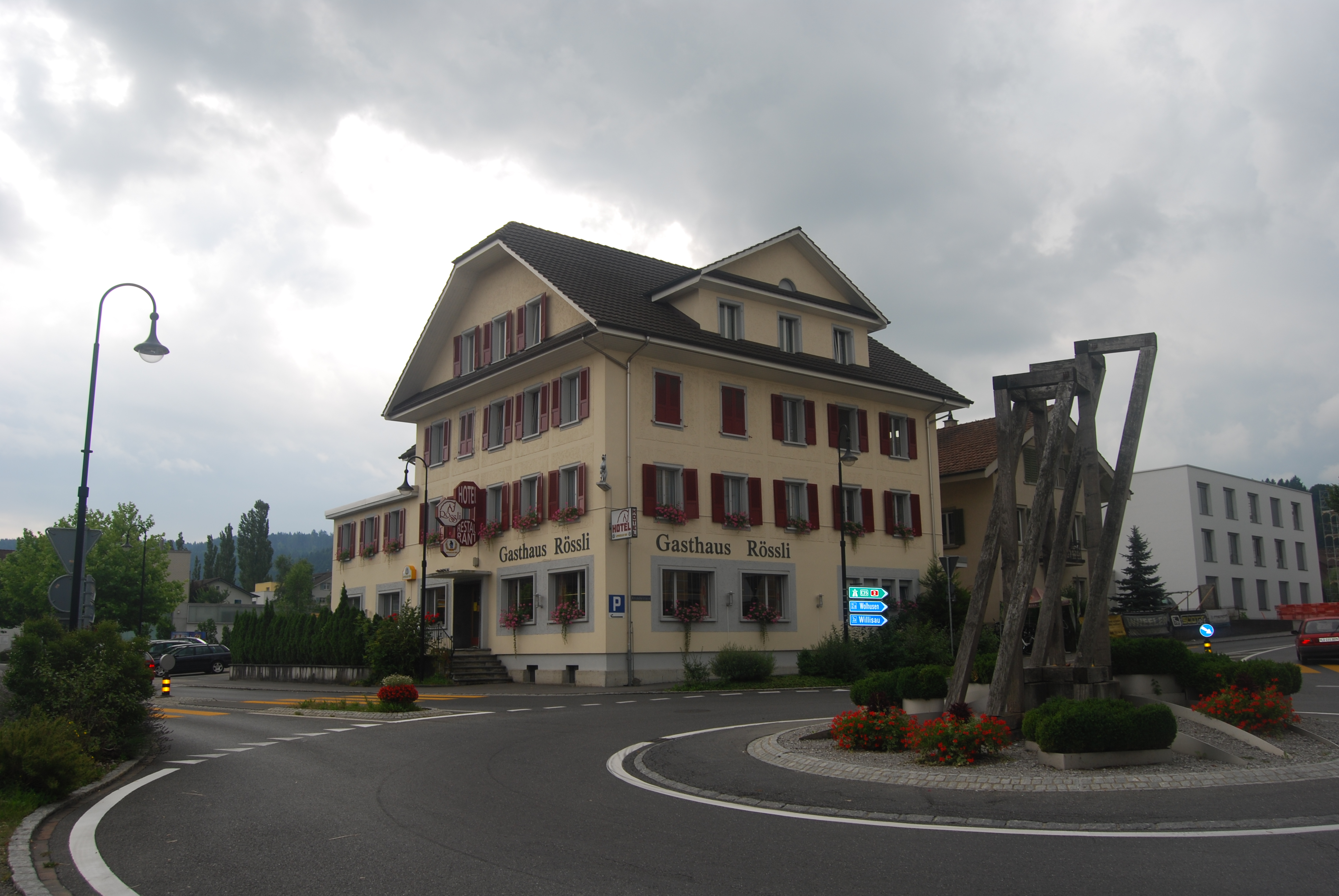
Dagmersellen

Dagmersellen là một đô thị ở huyện Willisau ở bang Lucerne của Thụy Sĩ.
Ngày ngày 1 tháng 1 năm 2006, các đô thị cũ Buchs và Uffikon được sáp nhập vào Dagmersellen, tạo ra một sự gia tăng một phần ba dân số của nó và tăng một đánh dấu trong khu vực lãnh thổ của nó.
Dagmersellen lần đầu tiên đề cập đến là vào khoảng năm 1070-1090 với tên Tagmarsellen. Năm 1173, khu vực này đã được đề cập với tên gọi Tagemarsseildon. 
Dagmersellen có diện tích, đến năm 2006 là 23,9 km², trong đó có 54,5% được sử dụng cho mục đích nông nghiệp, còn 34% là rừng. Phần còn lại của đất đai, 10,2% có dân định cư (khu vực nhà, đường) và phần còn lại (1,3%) là sông, sông băng hoặc núi Trong cuộc điều tra đất năm 1997, 33,91% của tổng diện tích đất có rừng. Trong số đất nông nghiệp, 50,86% được sử dụng cho nông nghiệp hoặc đồng cỏ, trong khi 3,73% được sử dụng cho vườn cây ăn quả hoặc cây nho.